# Axel Thue

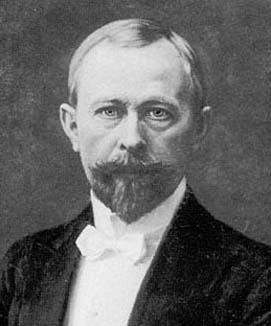
Axel Thue

Axel Thue (* 19. Februar 1863 in Tønsberg, Norwegen; † 7. März 1922 in Oslo) war ein norwegischer Mathematiker, bekannt für seine Beiträge in der Kombinatorik und seine Arbeiten zur Zahlentheorie (diophantische Approximationen, Diophantische Gleichungen).

## Leben und Werk
Thue ging in Oslo zur Schule und studierte 1883 bis 1889 an der Universität Oslo, insbesondere Physik und Mathematik. 1889 wurde er in Oslo bei Elling Holst promoviert. 1890 setzte er sein Studium in Leipzig bei Sophus Lie fort und in Berlin, wo er bei Hermann von Helmholtz, Leopold Kronecker und Lazarus Fuchs Vorlesungen hörte. 1891 kehrte er nach Oslo zurück, wo er ein Stipendium erhielt, um mathematisch zu forschen. 1894 heiratete er und begann an dem Vorläufer der Technischen Hochschule in Trondheim zu lehren. 1903 wurde er Professor für Angewandte Mathematik an der Universität Oslo.
1909 bewies er einen Satz, aus dem später durch die Erweiterungen von Carl Ludwig Siegel (1920) und Klaus Friedrich Roth (1958) der Satz von Thue-Siegel-Roth wurde.
1910 führte er das Wortproblem für Termersetzungssysteme ein. 1914 erschien eine Folgearbeit, in der er das Wortproblem oder auch Thue problem mit dem Halteproblem in Zusammenhang brachte. Während die erste Arbeit von 1910 kaum beachtet wurde, wurde die Arbeit von 1914 aufgegriffen zum Beispiel für Emil Post, der 1947 die Unentscheidbarkeit von Thues Wortersetzungsproblem zeigte. In der Folge wurden Thue-Systeme und Semi-Thue-Systeme nach Thue benannt.
1910 bewies er, dass die hexagonale Anordnung die dichteste Kugelpackung in zwei Dimensionen ist (später vervollständigt durch László Fejes Tóth).
Sein einziger bekannter Doktorand war Albert Thoralf Skolem.
1894 wurde er Mitglied der Norwegischen Akademie der Wissenschaften und 1895 der Kongelige Norske Videnskabers Selskab in Trondheim.

## Schriften
- T. Nagel, Atle Selberg, S. Selberg, K. Thalberg (Hrsg.): Selected Mathematical Papers of Axel Thue, Oslo, Universitetsforlaget 1977